# 荷蘭三軍司令
荷蘭三軍司令（英語：Chief of Defence (Netherlands)）是荷蘭軍隊中最高級別的軍官，也是荷蘭國防大臣的首席軍事顧問。 

## 職權
荷蘭三軍司令代表荷蘭國防大臣負責執行作戰政策、戰略規劃及為荷蘭三軍部隊展開之軍事行動進行準備與執行。荷蘭三軍司令是荷蘭所有軍種之司令的上級指揮官。其軍階為四星上將，荷蘭三軍司令並以此身份指導荷蘭皇家陸軍、荷蘭皇家海軍和荷蘭皇家空軍。

## 現任司令
2021年4月15日起，由恩諾·艾切爾斯海姆擔任荷蘭三軍司令。